# Vólosz
Vólosz város Görögország központi részén, Thesszália régióban, Magniszía prefektúra székhelye.

## Fekvése
A város a Pagaszitikósz-öböl partján épült a Pílio-hegység lábánál, amely a görög mitológia szerint egykoron a kentaurok földje volt. A hegység legmagasabb pontja 1651 méter magas. Vólosz a 200 000 lakosú Thesszália, Görögország legnagyobb mezőgazdasági területének az egyetlen tengeri kijárata. A város környékén található az Északi-Szporádok nevű szigetcsoport. Vóloszhoz a legközelebbi nagyobb sziget Szkíathosz.

## Története
A modern város az antik Démétriász, Pagazéasz és Lolkhósz települések összevonásából született. Démétriász I. Démétriosz makedón királyról kapta a nevét, aki a település megalapítója volt. Lolkhósz Iaszón mitológiai hős lakhelye volt a görög mondák szerint. Vólosz környékén fekszik Dimíni település romjai, amely időszámításunk előtt 4000-1200-ig létezett. A települést kőkorszaki telepesek alapították, majd a mükénéiek semmisítették meg. Vólosz a bizánci időkig a Gólkosz, később a Gólosz nevet viselte. A Bizánci Birodalom idején kapta a település a Vólosz nevet. Később Vólosz is az Oszmán birodalom része lett.
A görög szabadságharc alatt az ideiglenes görög kormány Vóloszban tartotta székhelyét. Az orosz–török háborúkat lezáró San Stefanó-i béke értelmében a város Szalonikivel együtt Bulgária része lett, majd a Berlini kongresszus után a város ismét ottomán kézre került. A Balkáni háborúk után a város visszakerült Görögországhoz.

## A település napjainkban

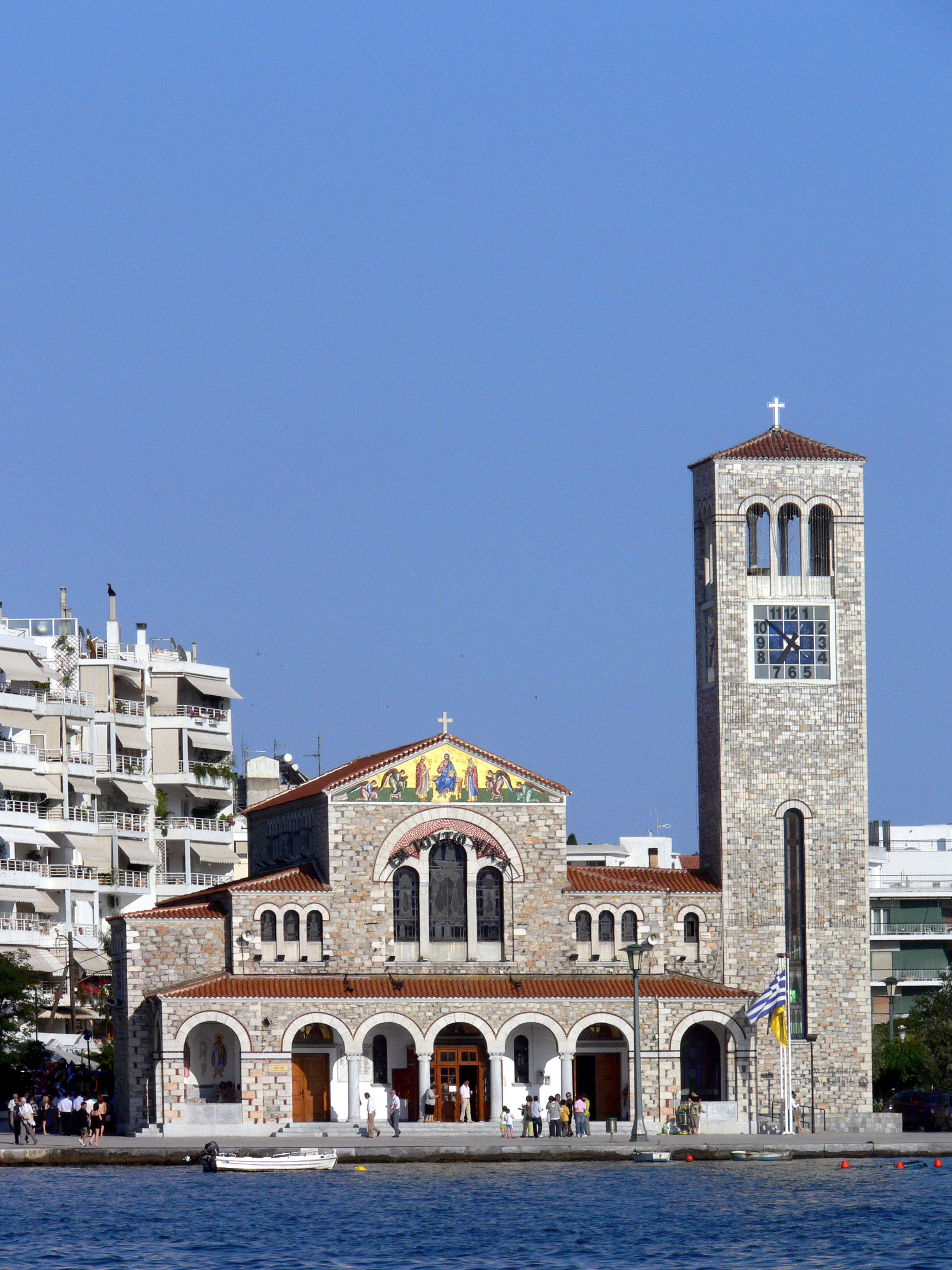
A Szent Konsztantin bazilika

Vólosz napjainkban Thesszália egyik ipari és turisztikai központja. A város nemrégiben feljavított kikötője mind szolgálja a kereskedelmet és a turizmust is. A turistákat elsősorban Vólosz közelében található Pélion-hegy vonzza, mert a legenda szerint ez a hegy volt lakhelye Kheirónnak, a bölcs kentaurnak és családjának. A Vólosz környékén elhelyezkedő strandok szintén a turisták kedvelt célpontjai. A város ezen kívül átutazóul szolgál, hiszen innen lehet hajóval a leggyorsabban eljutni az Északi-Szporádok szigetcsoport valamely szigetére.
Vólosz nevezetességeihez tartozik a tengerparton található Szent Konsztantin bazilika, az Archeológiai Múzeum és a Görög Nemzeti Vasúti Múzeum. A városban található emellett a Thesszáliai Egyetem is.
A napjainkban is tart Lárisza és Vólosz közti rivalizálás. Vólosz akkor haragította magára Thesszália fővárosát, mikor Vóloszban elterjedt vicc lett a következő: "Mi a legnevezetesebb emlékmű Láriszában? Hát a Vólosz felé mutató közlekedési tábla..." A vicc azon alapul, hogy a vólosziak szerint Lárisza túl büszke műemlékeire és kulturális helyszíneire.

## Képek

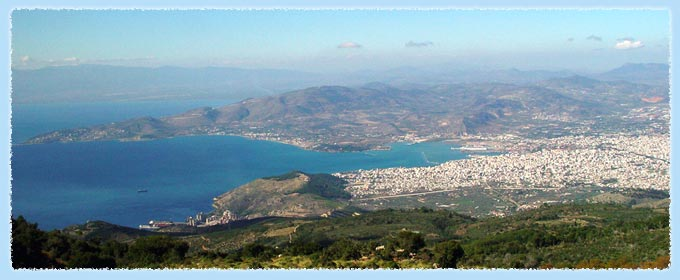
Vólosz panorámája
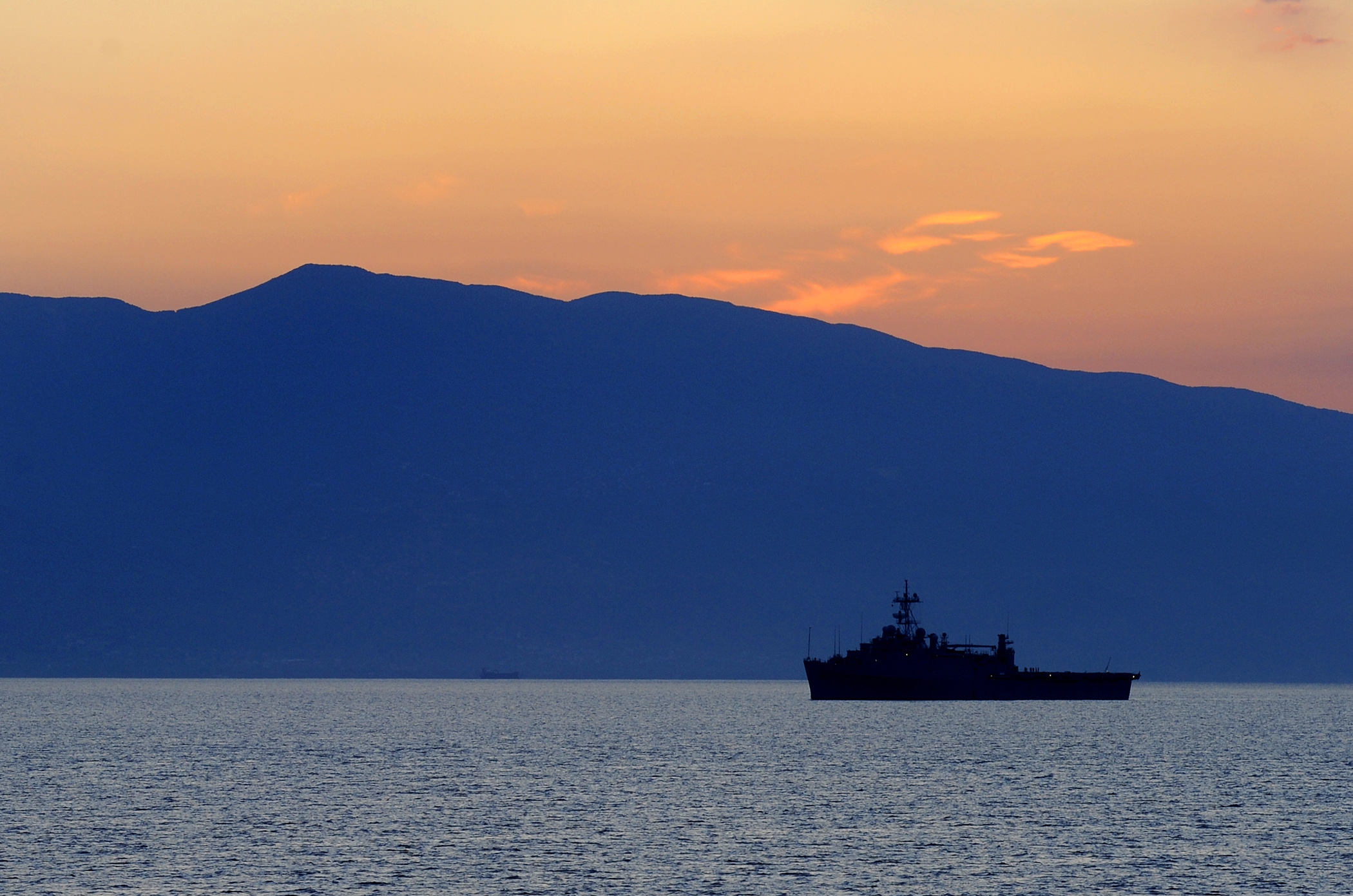
Hajó Vólosz közelében

## Testvérvárosai
- - Le Mans, Franciaország
- - Pleven, Bulgária
- - Rosztov-na-Donu, Oroszország
- - Szendrő, Szerbia
- - Szocsi, Oroszország

## Fordítás
- Ez a szócikk részben vagy egészben  a   Volos című angol Wikipédia-szócikk fordításán alapul.  Az eredeti cikk szerkesztőit annak laptörténete sorolja fel. Ez a jelzés csupán a megfogalmazás eredetét és a szerzői jogokat jelzi, nem szolgál a cikkben szereplő információk forrásmegjelöléseként.